# Alpen Cup w biegach narciarskich 2016/2017
Alpen Cup w biegach narciarskich 2016/2017 to kolejna edycja tego cyklu zawodów. Rywalizacja rozpoczęła się 10 grudnia 2016 r. we włoskim Valdidentro/Isolaccia, a zakończyła się 19 marca 2017 r. w austriackim Seefeld.
Obrońcami tytułów są: wśród kobiet Niemka Julia Belger, a wśród mężczyzn Włoch Giandomenico Salvadori.

## Kalendarz i wyniki

### Kobiety
| Lp. | Data            | Miejscowość           | Dystans                            | 1. miejsce         | 2. miejsce             | 3. miejsce          |
| --- | --------------- | --------------------- | ---------------------------------- | ------------------ | ---------------------- | ------------------- |
| 1.  | 10 grudnia 2016 | Valdidentro/Isolaccia | 10 km s. klasycznym                | Justyna Kowalczyk  | Francesca Baudin       | Lucia Scardoni      |
| 2.  | 11 grudnia 2016 | Valdidentro/Isolaccia | 10 km s. dowolnym                  | Caterina Ganz      | Giulia Stürz           | Sandra Schützová    |
| 3.  | 16 grudnia 2016 | Goms                  | Sprint s. klasycznym               | Natalja Matwiejewa | Laurien van der Graaff | Nadine Fähndrich    |
| 4.  | 17 grudnia 2016 | Goms                  | 10 km s. klasycznym                | Caterina Ganz      | Sofie Krehl            | Justyna Kowalczyk   |
| 5.  | 18 grudnia 2016 | Goms                  | 10 km s. dowolnym (start masowy)   | Sofie Krehl        | Caterina Ganz          | Ilenia Defrancesco  |
| 6.  | 6 stycznia 2017 | Planica               | Sprint s. dowolnym                 | Sophie Caldwell    | Greta Laurent          | Francesca Baudin    |
| 7.  | 7 stycznia 2017 | Planica               | 5 km s. dowolnym                   | Sara Pellegrini    | Caterina Ganz          | Delphine Claudel    |
| 8.  | 8 stycznia 2017 | Planica               | 10 km stylem klasycznym            | Francesca Baudin   | Caterina Ganz          | Laura Gimmler       |
| 9.  | 17 lutego 2017  | Zwiesel               | Sprint s. klasycznym               | Caterina Ganz      | Julia Belger           | Pia Fink            |
| 10. | 18 lutego 2017  | Zwiesel               | 10 km s. dowolnym                  | Monique Siegel     | Sofie Krehl            | Kateřina Berousková |
| 11. | 19 lutego 2017  | Zwiesel               | 10 km s. klasycznym (handicap)     | Caterina Ganz      | Monique Siegel         | Pia Fink            |
| 12. | 4 marca 2017    | St. Ulrich            | 10 km s. dowolnym                  | Lisa Unterweger    | Theresa Eichhorn       | Ilenia Defrancesco  |
| 13. | 5 marca 2017    | St. Ulrich            | 15 km s. klasycznym (start masowy) | Theresa Eichhorn   | Aurore Jean            | Delphine Claudel    |
| 14. | 17 marca 2017   | Seefeld               | 2,5 km s. dowolnym (prolog)        | Caitlin Gregg      | Elisabeth Schicho      | Sofie Krehl         |
| 15. | 18 marca 2017   | Seefeld               | 10 km s. klasycznym                | Theresa Eichhorn   | Julia Belger           | Pia Fink            |
| 16. | 19 marca 2017   | Seefeld               | 10 km s. dowolnym (handicap)       | Theresa Eichhorn   | Caitlin Gregg          | Pia Fink            |

### Mężczyźni
| Lp. | Data            | Miejscowość           | Dystans                            | 1. miejsce              | 2. miejsce       | 3. miejsce             |
| --- | --------------- | --------------------- | ---------------------------------- | ----------------------- | ---------------- | ---------------------- |
| 1.  | 10 grudnia 2016 | Valdidentro/Isolaccia | 15 km s. klasycznym                | Alexis Jeannerod        | Tim Tscharnke    | Andy Kühne             |
| 2.  | 11 grudnia 2016 | Valdidentro/Isolaccia | 15 km s. dowolnym                  | Irineu Esteve Altimiras | Gérard Agnellet  | Tim Tscharnke          |
| 3.  | 16 grudnia 2016 | Goms                  | Sprint s. klasycznym               | Anton Gafarow           | Maicol Rastelli  | Renaud Jay             |
| 4.  | 17 grudnia 2016 | Goms                  | 15 km s. klasycznym                | Giandomenico Salvadori  | Valentin Mättig  | Maicol Rastelli        |
| 5.  | 18 grudnia 2016 | Goms                  | 15 km s. dowolnym (start masowy)   | Maicol Rastelli         | Valentin Mättig  | Giandomenico Salvadori |
| 6.  | 6 stycznia 2017 | Planica               | Sprint s. dowolnym                 | Simi Hamilton           | Baptiste Gros    | Lucas Chanavat         |
| 7.  | 7 stycznia 2017 | Planica               | 10 km s. dowolnym                  | Jean Tiberghien         | Mickaël Philipot | Valentin Chauvin       |
| 8.  | 8 stycznia 2017 | Planica               | 15 km stylem klasycznym            | Dietmar Nöckler         | Ueli Schnider    | Damien Tarantola       |
| 9.  | 17 lutego 2017  | Zwiesel               | Sprint s. klasycznym               | Sergio Rigoni           | Clement Arnault  | Micro Bertolina        |
| 10. | 18 lutego 2017  | Zwiesel               | 15 km s. dowolnym                  | Paul Goalabre           | Sergio Rigoni    | Adrien Backscheider    |
| 11. | 19 lutego 2017  | Zwiesel               | 15 km s. klasycznym (handicap)     | Giandomenico Salvadori  | Sergio Rigoni    | Paul Goalabre          |
| 12. | 4 marca 2017    | St. Ulrich            | 15 km s. dowolnym                  | Adrien Backscheider     | Jean Tiberghien  | Jules Lapierre         |
| 13. | 5 marca 2017    | St. Ulrich            | 30 km s. klasycznym (start masowy) | Thomas Wick             | Damien Tarantola | Adrien Backscheider    |
| 14. | 17 marca 2017   | Seefeld               | 3,3 km s. dowolnym (prolog)        | Jean Tiberghien         | Paul Goalabre    | Maicol Rastelli        |
| 15. | 18 marca 2017   | Seefeld               | 15 km s. klasycznym                | Maicol Rastelli         | Hannes Dotzler   | Jason Rüesch           |
| 16. | 19 marca 2017   | Seefeld               | 15 km s. dowolnym (handicap)       | Maicol Rastelli         | Hannes Dotzler   | Jason Rüesch           |

## Klasyfikacje
| Lp. | Zawodniczka        | Punkty |
| --- | ------------------ | ------ |
| 1.  | Caterina Ganz      | 817    |
| 2.  | Theresa Eichhorn   | 795    |
| 3.  | Pia Fink           | 683    |
| 4.  | Francesca Baudin   | 609    |
| 5.  | Monique Siegel     | 553    |
| 6.  | Laura Gimmler      | 509    |
| 7.  | Ilenia Defrancesco | 453    |
| 8.  | Sofie Krehl        | 433    |
| 9.  | Lisa Unterweger    | 397    |
| 10. | Delphine Claudel   | 338    |
| 11. | Sara Pellegrini    | 325    |
| 12. | Julia Belger       | 318    |
| 13. | Nadine Herrmann    | 299    |
| 14. | Monica Tomasini    | 298    |
| 15. | Aurore Jean        | 281    |

| Lp. | Zawodnik                | Punkty |
| --- | ----------------------- | ------ |
| 1.  | Maicol Rastelli         | 599    |
| 2.  | Sergio Rigoni           | 558    |
| 3.  | Irineu Esteve Altimiras | 512    |
| 4.  | Jules Lapierre          | 495    |
| 5.  | Damien Tarantola        | 451    |
| 6.  | Paul Goalabre           | 398    |
| 7.  | Giandomenico Salvadori  | 392    |
| 8.  | Thomas Wick             | 386    |
| 9.  | Jean Tiberghien         | 376    |
| 10. | Valentin Chauvin        | 352    |
| 11. | Adrien Backscheider     | 342    |
| 12. | Sebastiano Pellegrin    | 307    |
| 13. | Beda Klee               | 294    |
| 14. | Valentin Mättig         | 287    |
| 15. | Hannes Dotzler          | 272    |

## Wyniki Polaków

### Kobiety
| Zawodniczka       | Valdidentro/Isolaccia 10.12 (10 km C) | Valdidentro/Isolaccia 11.12 (10 km F) | Goms 16.12 (SP C) | Goms 17.12 (10 km C) | Goms 18.12 (10 km F) | Planica 6.01 (SP F) | Planica 7.01 (5 km F) | Planica 8.01 (10 km C) | Zwiesel 17.02 (SP C) | Zwiesel 18.02 (10 km F) | Zwiesel 19.02 (10 km C) | St. Ulrich am Pillersee 4.03 (10 km F) | St. Ulrich am Pillersee 5.03 (15 km C) | Seefeld 17.03 (2,5 km F) | Seefeld 18.03 (10 km C) | Seefeld 19.03 (10 km F) |
| ----------------- | ------------------------------------- | ------------------------------------- | ----------------- | -------------------- | -------------------- | ------------------- | --------------------- | ---------------------- | -------------------- | ----------------------- | ----------------------- | -------------------------------------- | -------------------------------------- | ------------------------ | ----------------------- | ----------------------- |
| Martyna Galewicz  | –                                     | –                                     | –                 | –                    | –                    | –                   | 24                    | DNS                    | –                    | –                       | –                       | –                                      | –                                      | 31                       | 28                      | 23                      |
| Justyna Kowalczyk | 1                                     | –                                     | 6                 | 3                    | DNS                  | –                   | –                     | –                      | –                    | –                       | –                       | –                                      | –                                      | –                        | –                       | –                       |
| Kornelia Kubińska | –                                     | –                                     | –                 | –                    | –                    | –                   | 14                    | 11                     | –                    | –                       | –                       | –                                      | –                                      | 22                       | 13                      | 11                      |
| Urszula Łętocha   | –                                     | –                                     | –                 | –                    | –                    | 35                  | 42                    | 29                     | –                    | –                       | –                       | –                                      | –                                      | 38                       | 36                      | –                       |
| Ewelina Marcisz   | –                                     | –                                     | –                 | –                    | –                    | 29                  | 5                     | 7                      | –                    | –                       | –                       | –                                      | –                                      | 20                       | 9                       | 8                       |

### Mężczyźni
| Zawodniczk        | Valdidentro/Isolaccia 10.12 (15 km C) | Valdidentro/Isolaccia 11.12 (15 km F) | Goms 16.12 (SP C) | Goms 17.12 (15 km C) | Goms 18.12 (15 km F) | Planica 6.01 (SP F) | Planica 7.01 (10 km F) | Planica 8.01 (15 km C) | Zwiesel 17.02 (SP C) | Zwiesel 18.02 (15 km F) | Zwiesel 19.02 (15 km C) | St. Ulrich am Pillersee 4.03 (15 km F) | St. Ulrich am Pillersee 5.03 (30 km C) | Seefeld 17.03 (3,3 km F) | Seefeld 18.03 (15 km C) | Seefeld 19.03 (15 km F) |
| ----------------- | ------------------------------------- | ------------------------------------- | ----------------- | -------------------- | -------------------- | ------------------- | ---------------------- | ---------------------- | -------------------- | ----------------------- | ----------------------- | -------------------------------------- | -------------------------------------- | ------------------------ | ----------------------- | ----------------------- |
| Jan Antolec       | –                                     | –                                     | –                 | –                    | –                    | 59                  | 29                     | 31                     | –                    | –                       | –                       | –                                      | –                                      | 29                       | 41                      | 25                      |
| Kacper Antolec    | 79                                    | 70                                    | –                 | –                    | –                    | 67                  | 93                     | 60                     | –                    | –                       | –                       | –                                      | –                                      | –                        | –                       | –                       |
| Dominik Bury      | –                                     | –                                     | –                 | –                    | –                    | 62                  | 35                     | 15                     | –                    | –                       | –                       | –                                      | –                                      | 34                       | 24                      | –                       |
| Kamil Bury        | 52                                    | 55                                    | –                 | –                    | –                    | 41                  | 52                     | 32                     | –                    | –                       | –                       | –                                      | –                                      | –                        | –                       | –                       |
| Mateusz Chowaniak | 77                                    | 82                                    | –                 | –                    | –                    | –                   | 86                     | 52                     | –                    | –                       | –                       | –                                      | –                                      | –                        | –                       | –                       |
| Paweł Klisz       | –                                     | –                                     | –                 | –                    | –                    | 52                  | 64                     | DNS                    | –                    | –                       | –                       | –                                      | –                                      | 53                       | –                       | –                       |
| Andrzej Pradziad  | 65                                    | 56                                    | –                 | –                    | –                    | –                   | –                      | –                      | –                    | –                       | –                       | –                                      | –                                      | –                        | –                       | –                       |
| Bartłomiej Rucki  | 75                                    | 75                                    | –                 | –                    | –                    | 76                  | 95                     | 50                     | –                    | –                       | –                       | –                                      | –                                      | –                        | –                       | –                       |
| Maciej Staręga    | –                                     | –                                     | –                 | –                    | –                    | 5                   | 33                     | DNS                    | –                    | –                       | –                       | –                                      | –                                      | –                        | –                       | –                       |